# Softie
Softie es una película keniana de 2020 basada en la vida del activista político y fotoperiodista Boniface Mwangi. Se estrenó internacionalmente en el Festival de Cine de Sundance 2020 donde ganó un premio especial del jurado por su edición. La película, que se estrenó en Kenia el 16 de octubre de 2020, también ganó el Mejor Documental en el Festival Internacional de Cine de Durban (DIFF) 2020, un premio que ha calificado a la película para ser considerada para la lista de finalistas del documental Oscar para la 93.ª ceremonia de los Premios de la Academia.

## Sinopsis
La película cuenta la historia del protagonista Boniface Mwangi, apodado "Softie", jerga keniana para "capricho", en sus años de infancia pero que, irónicamente, se ha convertido en uno de los activistas más atrevidos y audaces de Kenia al frente de la lucha contra las injusticias en el país. Su activismo y el peligro constante que el camino que ha elegido representa para su vida y la de su familia crea una tremenda confusión entre él y su esposa Njeri Mwangi, quien protege a su familia.
Narra el viaje de siete años del activista que comienza con protestas callejeras llenas de caos y culmina con la decisión de Boniface de postularse para un escaño político en el distrito electoral de Starehe.

## Festivales de cine
La película se ha proyectado en festivales de cine internacionales incluido el Festival Internacional de Documentales de Copenhague, el Festival de Cine Documental de Fotograma Completo y en el Festival Encounters Sudáfrica, donde ganó el premio a la Mejor Película. Softie también fue la película de apertura en el Festival de Cine Hotdocs y en el Festival de Derechos Humanos celebrado en Berlín. 

## Premios
- Premio especial del jurado a la edición de documental de cine mundial[7] - Festival de cine de Sundance 2020
- Mejor película[5] - The 22nd Encounters South African International Documental
- Mejor documental[8] - Festival Internacional de Cine de Durban (DIFF) 2020

## Producción
La producción de Softie comenzó en 2013 después de un encuentro entre el director y productor de la película Sam Soko y Boniface Mwangi. Soko, que en ese momento solo había dirigido videos musicales y cortos decidió probar suerte en la dirección de un documental. El plan inicial era grabar un video corto, que solo tomaría un año para filmar, pero finalmente la historia se convirtió en una historia importante sobre política, familia y lo que significa ser un ciudadano keniano.